# Programa d'Actuació Integrada
El Programa per al Desenvolupament d'Actuacions Integrades (acrònim PAI) és una figura legal que va crear la Generalitat Valenciana amb la Llei Reguladora de l'Activitat urbanística (LRAU). Els PAI són instruments urbanístics que permeten la requalificació de sòls amb la finalitat d'edificar-hi.
La LRAU va ser derogada i substituïda per la Llei Urbanística Valenciana (LUV). El motiu d'aquest canvi legislatiu ha sigut justament l'enorme polèmica social, política i jurídica que ha desencadenat al territori valencià i a fora l'aplicació d'aquest singular instrument urbanístic, en els termes que marcava la LRAU. La LUV manté la fórmula dels PAI i certs aspectes d'aquesta llei són encara força qüestionats.

## Llei Valenciana Reguladora de l'Activitat Urbanística
L'article 29 de la LRAU establia la naturalesa dels PAI de la següent manera: 
| « | Els programes tenen com a finalitat: identificar l'àmbit d'una actuació integrada amb expressió de les obres que s'han d'emprendre; programar els terminis per a la seua execució; establir les bases tècniques i econòmiques per a gestionar l'actuació; regular els compromisos i les obligacions que assumeix l'urbanitzador designat en aprovar el programa, i definir, conformement a aquesta llei, les seues relacions amb l'administració i amb els propietaris afectats i fixar les garanties de compliment i les sancions per incompliment d'aquestes obligacions. | » |

L'element que ha generat més polèmica al voltant dels PAI és la figura de "l'urbanitzador", el qual és dotat de potestats àmplies, tal com es manifesta a l'article 29 de la LRAU, on s'especifica el subjecte "propietaris afectats", autèntics "damnificats" en manta projectes d'urbanització del territori valencià.
Val a dir que la LRAU, en cap dels seus 101 articles, les 12 disposicions addicionals, les 12 disposicions transitòries i les 4 disposicions finals, enlloc fa esment de la paraula "casa".